# Mallinella bandamaensis
Mallinella bandamaensis là một loài nhện trong họ Zodariidae.
Loài này thuộc chi Mallinella. Mallinella bandamaensis được Jézéquel miêu tả năm 1964.